# Лугова (Каргапольський район)
Лугова́ (рос. Луговая) — присілок у складі Каргапольського району Курганської області, Росія. Входить до складу Долговської сільської ради.
Населення — 84 особи (2010, 133 у 2002).
Національний склад населення станом на 2002 рік: росіяни — 94 %.